# Tratado romano-persa (363)
El Tratado de Paz de 363 entre el Imperio Romano de Oriente y el Imperio Sasánida fue el tratado posterior a la guerra persa del emperador  Juliano. A la muerte de Juliano, el emperador recién elegido, Joviano, se vio obligado a firmar un humillante tratado por el que se daban concesiones territoriales y diplomáticas a los sasánidas.

## Antecedentes

### Los preparativos de Juliano
Tras su ascenso al trono romano en el año 361 d. C., el emperador Juliano reinició la guerra contra el Persia sasánida. Durante el invierno de 362-63, Juliano estableció su cuartel general en Antioquía, y en cuanto llegó la primavera estuvo listo para salir al campo de batalla. Un mes después de su salida de Antioquía, se había reunido una fuerza de unos 80.000 soldados en Carrhae. Este ejército al mando de Juliano marchó rápidamente hacia el sureste a lo largo del río Éufrates en ruta hacia Ctesifón, la capital enemiga. El resto de las fuerzas romanas, con la ayuda del rey de Armenia Arshak II, recibió la orden de efectuar una unión con el emperador ante las murallas de Ctesifonte, marchando hacia el este por el camino de Nisibis y luego hacia el sur por el Tigris.

### Progreso de la guerra
El brazo sur de la invasión romana tuvo cierto éxito inicial. El Tigris fue cruzado, y el ejército sasánida que impugnó su paso fue derrotado y encerrado en Ctesifonte. Tras un vano intento de penetrar más hacia el este, hacia Susa, Juliano se vio obligado a abandonar su flota y la mayor parte de sus provisiones, y finalmente se convenció de que no le quedaba otra opción que la retirada.
El 26 de junio de 363, durante la batalla de Samarra, Juliano fue herido. Su muerte esa noche, y la posterior elección por parte de las tropas de Joviano como su sucesor, parecían asegurar el fin de la campaña. Joviano condujo las legiones romanas a Dura. Cuando llegaron, sus provisiones se habían agotado y sus intentos de cruzar el Tigris fracasaron. Joviano, al no tener ningún recurso, pidió la paz a Shapur.

## Términos del tratado
Los términos del tratado fueron:
- Una tregua de treinta años[12]
- Que se renunciara a la influencia romana en el Armenia[13]
- El retorno de Arzanene, Moxoene, Zabdicene, Rehimena y Corduene al Imperio sasánida[11]
- La rendición de Nisibis, Castra Maurorum y Singara al Imperio sasánida[11]